# Quatrième district congressionnel de la Louisiane
Le 4e district congressionnel de Louisiane est un district de l'État américain de Louisiane. Le district est situé dans la partie nord-ouest de l'État et est basé à Shreveport-Bossier City. Il comprend également les villes de Minden, DeRidder et Natchitoches.
Le district est représenté par le Républicain Mike Johnson, qui est Speaker de la Chambre des Représentants depuis octobre 2023.

## Histoire
Le 4e district congressionnel a été créé en 1843, le premier nouveau district de l'État en 20 ans. Il a été acquis après le recensement américain de 1840.
Pendant la majeure partie des 150 années suivantes, le 4e était centré sur Shreveport et le nord-ouest de la Louisiane. Cependant, en 1993, la Louisiane a perdu un district, basé sur les chiffres de la population. La législature de l'État a déplacé la plupart des résidents blancs de Shreveport dans le 5e district. Le Républicain Jim McCrery s'est présenté aux élections dans le nouveau 5e et a gagné, battant le Démocrate Jerry Huckaby, qui a représenté l'ancien 5e pendant huit mandats.
Pendant ce temps, le 4e a été reconfiguré en un district à majorité afro-américaine à 63%, s'étendant en gros en forme de «Z» de Shreveport à Baton Rouge. Le Démocrate Cleo Fields a été élu pour deux mandats en tant que représentant du 4e district. Lorsque la Cour suprême des États-Unis a invalidé les limites du nouveau 4e district comme inconstitutionnelles, la législature de la Louisiane a redessiné le district pour englober la majeure partie du nord-ouest de la Louisiane, ressemblant étroitement à sa configuration d'avant 1993. C'est la majorité blanche. McCrery a été élu en 1996 à ce siège.
La décision Allen v. Milligan de 2024 a dicté une nouvelle carte à tracer pour être une majorité afro-américaine ; en tant que tel, le 4e district contribue à des parties de Shreveport, à la moitié de la Paroisse de DeSoto et à la plupart des paroisses de Natchitoches et de St Landry au 6e district redessiné, tout en absorbant Lincoln, Jackson, Winn et une partie de la Paroisse des Rapides du 5e. Cela a également fait passer le 4e du district le plus compétitif de l'État avec un indice CPVI de R+14 au plus solidement républicain avec indice CPVI de R+26.

## Historique de vote
| Année | Poste     | Résultats              |
| ----- | --------- | ---------------------- |
| 2000  | Président | Bush 55,0 % - 43,0 %   |
| 2004  | Président | Bush 59,0 % - 40,0 %   |
| 2008  | Président | McCain 59,0 % - 40,0 % |
| 2012  | Président | Romney 59,0 % - 40,0 % |
| 2016  | Président | Trump 61,0 % - 37,0 %  |
| 2020  | Président | Trump 61,0 % - 37,0 %  |

## Liste des Représentants du district
| Membre                          | Parti               | Années                               | Congrès     | Histoire électorale | Zone géographique                     |
| ------------------------------- | ------------------- | ------------------------------------ | ----------- | --- | ------------------------------------- |
| District établit le 4 mars 1843 |                     |                                      |             | |                                       |
| Pierre Bossier (en)             | Démocrate           | 4 mars 1843 - 24 avril 1844          | 28e         | Élu en 1842. Décès. |                                       |
| Vacant                          | Vacant              | 24 avril 1844 - 2 décembre 1844      | 28e         | |                                       |
| Isaac Edward Morse (en)         | Démocrate           | 2 décembre 1844 - 3 mars 1851        | 28e - 31e   | Élu pour terminer le mandat de Bossier. Réélu en 1846. Réélu en 1848. Perds sa réélection. |                                       |
| John Moore (en)                 | Whig                | 4 mars 1851 - 3 mars 1853            | 32e         | Élu en 1850. Retrait. |                                       |
| Roland Jones (en)               | Démocrate           | 4 mars 1853 - 3 mars 1855            | 33e         | Élu en 1852. Retrait. |                                       |
| John M. Sandidge (en)           | Démocrate           | 4 mars 1855 - 3 mars 1859            | 34e , 35e   | Élu en 1854. Réélu en 1856. Retrait. |                                       |
| John M. Landrum (en)            | Démocrate           | 4 mars 1859 - 3 mars 1861            | 36e         | Élu en 1858. Siège vacant dû à la Guerre de Sécession |                                       |
| Vacant                          | Vacant              | 4 mars 1861 - 18 juillet 1868        | 37e - 40e   | Guerre de Sécession et Reconstruction | Guerre de Sécession et Reconstruction |
| Michel Vidal (en)               | Républicain         | 18 juillet 1868 - 3 mars 1869        | 40e         | Élu pour terminer le mandat vacant. Retrait pour devenir Consul des États-Unis à Tripoli, Libye |                                       |
| Vacant                          | Vacant              | 4 mars 1869 - 23 mai 1870            | 41e         | |                                       |
| Joseph P. Newsham (en)          | Républicain         | 23 mai 1870 - 3 mars 1871            | 41e         | Conteste avec succès l'élection de Michael Ryan. Retrait. |                                       |
| James McCleery                  | Républicain         | 4 mars 1871 - 5 novembre 1871        | 42e         | Élu en 1870. Décès. |                                       |
| Vacant                          | Vacant              | 5 novembre 1871 - 3 décembre 1872    | 42e         | |                                       |
| Alexander Boarman (en)          | Républicain-Libéral | 3 décembre 1872 - 3 mars 1873        | 42e         | Élu pour terminer le mandat de McCleery. Retrait. |                                       |
| Vacant                          | Vacant              | 4 mars 1873 - 24 novembre 1873       | 43e         | Le Représentant-élu Samuel Peters décède avant que le mandat ne commence. |                                       |
| George Luke Smith (en)          | Républicain         | 24 novembre 1873 - 3 mars 1875       | 43e         | Élu pour terminer le mandat de Peters. Perds sa réélection. |                                       |
| William Mallory Levy (en)       | Démocrate           | 4 mars 1875 - 3 mars 1877            | 44e         | Élu en 1874. Perds sa renomination. |                                       |
| Joseph Barton Elam (en)         | Démocrate           | 4 mars 1877 - 3 mars 1881            | 45e , 46e   | Élu en 1876. Réélu en 1878. Retrait dû à des blessures. |                                       |
| Newton C. Blanchard             | Démocrate           | 4 mars 1881 - 12 mars 1894           | 47e - 53e   | Élu en 1880. Réélu en 1882. Réélu en 1884. Réélu en 1886. Réélu en 1888. Réélu en 1890. Réélu en 1892. Démissionne lorsque nommé Sénateur des États-Unis.                                               |                                       |
| Vacant                          | Vacant              | 12 mars 1894 - 12 mai 1894           | 53e         | |                                       |
| Henry Warren Ogden (en)         | Démocrate           | 12 mai 1894 - 3 mars 1899            | 53e - 55e   | Élu pour terminer le mandat de Blanchard. Réélu en 1894. Réélu en 1896. Retrait. |                                       |
| Phanor Breazeale (en)           | Démocrate           | 4 mars 1899 - 3 mars 1905            | 56e - 58e   | Élu en 1898. Réélu en 1900. Réélu en 1902. Perds sa renomination. |                                       |
| John T. Watkins (en)            | Démocrate           | 4 mars 1905 - 3 mars 1921            | 59e - 66e   | Élu en 1904. Réélu en 1906. Réélu en 1908. Réélu en 1910. Réélu en 1912. Réélu en 1914. Réélu en 1916. Réélu en 1918. Perds sa renomination.                                                            |                                       |
| John N. Sandlin (en)            | Démocrate           | 4 mars 1921 - 3 janvier 1937         | 67e - 74e   | Élu en 1920. Réélu en 1922. Réélu en 1924. Réélu en 1926. Réélu en 1928. Réélu en 1930. Réélu en 1932. Réélu en 1934. Retrait pour se présenter comme Sénateur des États-Unis.                          |                                       |
| Overton Brooks (en)             | Démocrate           | 3 janvier 1937 - 16 septembre 1961   | 75e - 87e   | Élu en 1936. Réélu en 1938. Réélu en 1940. Réélu en 1942. Réélu en 1944. Réélu en 1946. Réélu en 1948. Réélu en 1950. Réélu en 1952. Réélu en 1954. Réélu en 1956. Réélu en 1958. Réélu en 1960. Décès. |                                       |
| Vacant                          | Vacant              | 16 septembre 1961 - 19 décembre 1961 | 87e         | |                                       |
| Joe Waggonner Jr.               | Démocrate           | 19 décembre 1961 - 3 janvier 1979    | 87e - 95e   | Élu pour terminer le mandat de Brooks. Réélu en 1962. Réélu en 1964. Réélu en 1966. Réélu en 1968. Réélu en 1970. Réélu en 1972. Réélu en 1974. Réélu en 1976. Retrait.                                 |                                       |
| Buddy Leach (en)                | Démocrate           | 3 janvier 1979 - 3 janvier 1981      | 96e         | Élu en 1978. Perds sa réélection. |                                       |
| Buddy Roemer                    | Démocrate           | 3 janvier 1981 - 14 mars 1988        | 97e - 100e  | Élu en 1980. Réélu en 1982. Réélu en 1984. Réélu en 1986. Démissionne lorsqu'élu Gouverneur. |                                       |
| Vacant                          | Vacant              | 14 mars 1988 - 16 avril 1988         | 100e        | |                                       |
| Jim McCrery (en)                | Républicain         | 16 avril 1988 - 3 janvier 1993       | 100e - 102e | Élu pour terminer le mandat de Roemer. Réélu en 1988. Réélu en 1990. Redécoupage vers le 5e district.                                                                                                   |                                       |
| Cleo Fields                     | Démocrate           | 3 janvier 1993 - 3 janvier 1997      | 103e , 104e | Élu en 1992. Réélu en 1994. Redécoupage vers le 5e district et se retire. |                                       |
| Jim McCrery (en)                | Républicain         | 3 janvier 1997 - 3 janvier 2009      | 105e- 110e  | Redécoupage depuis le 5e district et réélu en 1996. Réélu en 1998. Réélu en 2000. Réélu en 2002. Réélu en 2004. Réélu en 2006. Retrait.                                                                 | 1997–2003                             |
| Jim McCrery (en)                | Républicain         | 3 janvier 1997 - 3 janvier 2009      | 105e- 110e  | Redécoupage depuis le 5e district et réélu en 1996. Réélu en 1998. Réélu en 2000. Réélu en 2002. Réélu en 2004. Réélu en 2006. Retrait.                                                                 | 2003–2013                             |
| John C. Fleming                 | Républicain         | 3 janvier 2009 - 3 janvier 2017      | 111e - 114e | Élu en 2008. Réélu en 2010. Réélu en 2012. Réélu en 2014. Retrait pour se présenter comme Sénateur des États-Unis.                                                                                      |                                       |
| John C. Fleming                 | Républicain         | 3 janvier 2009 - 3 janvier 2017      | 111e - 114e | Élu en 2008. Réélu en 2010. Réélu en 2012. Réélu en 2014. Retrait pour se présenter comme Sénateur des États-Unis.                                                                                      | 2013–2023                             |
| Mike Johnson                    | Républicain         | 3 janvier 2017 - Présent             | 115e - 118e | Élu en 2016. Réélu en 2018. Réélu en 2020. Réélu en 2022. Réélu en 2024. |                                       |
| Mike Johnson                    | Républicain         | 3 janvier 2017 - Présent             | 115e - 118e | Élu en 2016. Réélu en 2018. Réélu en 2020. Réélu en 2022. Réélu en 2024. | 2023–Présent                          |

## Résultats des récentes élections
Voici les résultats des dix précédents cycles électoraux dans le district.

### 2004
| Élection de 2004 du 4e district congressionnel de Louisiane | Élection de 2004 du 4e district congressionnel de Louisiane | Élection de 2004 du 4e district congressionnel de Louisiane | Élection de 2004 du 4e district congressionnel de Louisiane |
| ----------------------------------------------------------- | ----------------------------------------------------------- | ----------------------------------------------------------- | ----------------------------------------------------------- |
| Parti                                                       | Parti                                                       | Candidat                                                    | %                                                           |
|                                                             | Républicain                                                 | Jim McCrery (en) (sortant)                                  | 100%                                                        |
|                                                             | Les Républicains conservent                                 |                                                             |                                                             |

### 2006
| Élection de 2006 du 4e district congressionnel de Louisiane | Élection de 2006 du 4e district congressionnel de Louisiane | Élection de 2006 du 4e district congressionnel de Louisiane | Élection de 2006 du 4e district congressionnel de Louisiane | Élection de 2006 du 4e district congressionnel de Louisiane |
| ----------------------------------------------------------- | ----------------------------------------------------------- | ----------------------------------------------------------- | ----------------------------------------------------------- | ----------------------------------------------------------- |
| Parti                                                       | Parti                                                       | Candidat                                                    | Votes                                                       | %                                                           |
|                                                             | Républicain                                                 | Jim McCrery (en) (sortant)                                  | 77 078                                                      | 57,40                                                       |
|                                                             | Démocrate                                                   | Artis R. Cash, Sr.                                          | 22 757                                                      | 16,95                                                       |
|                                                             | Démocrate                                                   | Patti Cox                                                   | 17 788                                                      | 13,25                                                       |
|                                                             | Républicain                                                 | Chester T. "Catfish" Kelley                                 | 16 649                                                      | 12,40                                                       |
| Total des votes                                             | Total des votes                                             | Total des votes                                             | 134 272                                                     | 100%                                                        |
|                                                             | Les Républicains conservent                                 |                                                             |                                                             |                                                             |

### 2008
| Élection de 2005 du 4e district congressionnel de Louisiane | Élection de 2005 du 4e district congressionnel de Louisiane | Élection de 2005 du 4e district congressionnel de Louisiane | Élection de 2005 du 4e district congressionnel de Louisiane | Élection de 2005 du 4e district congressionnel de Louisiane |
| ----------------------------------------------------------- | ----------------------------------------------------------- | ----------------------------------------------------------- | ----------------------------------------------------------- | ----------------------------------------------------------- |
| Parti                                                       | Parti                                                       | Candidat                                                    | Votes                                                       | %                                                           |
|                                                             | Républicain                                                 | John C. Fleming                                             | 44 501                                                      | 48,07                                                       |
|                                                             | Démocrate                                                   | Paul Carmouche                                              | 44 151                                                      | 47,69                                                       |
|                                                             | Indépendant                                                 | Chester T. "Catfish" Kelley                                 | 3245                                                        | 3,51                                                        |
|                                                             | Indépendant                                                 | Gerard J. Bowen                                             | 675                                                         | 0,73                                                        |
| Total des votes                                             | Total des votes                                             | Total des votes                                             | 92 572                                                      | 100%                                                        |
|                                                             | Les Républicains conservent                                 |                                                             |                                                             |                                                             |

### 2010
| Élection de 2010 du 4e district congressionnel de Louisiane | Élection de 2010 du 4e district congressionnel de Louisiane | Élection de 2010 du 4e district congressionnel de Louisiane | Élection de 2010 du 4e district congressionnel de Louisiane | Élection de 2010 du 4e district congressionnel de Louisiane |
| ----------------------------------------------------------- | ----------------------------------------------------------- | ----------------------------------------------------------- | ----------------------------------------------------------- | ----------------------------------------------------------- |
| Parti                                                       | Parti                                                       | Candidat                                                    | Votes                                                       | %                                                           |
|                                                             | Républicain                                                 | John C. Fleming (sortant)                                   | 105 223                                                     | 62,34                                                       |
|                                                             | Démocrate                                                   | David Melville                                              | 54 609                                                      | 32,35                                                       |
|                                                             | Indépendant                                                 | Artis R. Cash, Sr.                                          | 8962                                                        | 5,31                                                        |
| Total des votes                                             | Total des votes                                             | Total des votes                                             | 168 794                                                     | 100%                                                        |
|                                                             | Les Républicains conservent                                 |                                                             |                                                             |                                                             |

### 2012
| Élection de 2012 du 4e district congressionnel de Louisiane | Élection de 2012 du 4e district congressionnel de Louisiane | Élection de 2012 du 4e district congressionnel de Louisiane | Élection de 2012 du 4e district congressionnel de Louisiane | Élection de 2012 du 4e district congressionnel de Louisiane |
| ----------------------------------------------------------- | ----------------------------------------------------------- | ----------------------------------------------------------- | ----------------------------------------------------------- | ----------------------------------------------------------- |
| Parti                                                       | Parti                                                       | Candidat                                                    | Votes                                                       | %                                                           |
|                                                             | Républicain                                                 | John C. Fleming (sortant)                                   | 187 894                                                     | 75,0                                                        |
|                                                             | Libertarien                                                 | Randall Lord                                                | 61 637                                                      | 25,0                                                        |
| Total des votes                                             | Total des votes                                             | Total des votes                                             | 249 531                                                     | 100%                                                        |
|                                                             | Les Républicains conservent                                 |                                                             |                                                             |                                                             |

### 2014
| Élection de 2014 du 4e district congressionnel de Louisiane | Élection de 2014 du 4e district congressionnel de Louisiane | Élection de 2014 du 4e district congressionnel de Louisiane | Élection de 2014 du 4e district congressionnel de Louisiane | Élection de 2014 du 4e district congressionnel de Louisiane |
| ----------------------------------------------------------- | ----------------------------------------------------------- | ----------------------------------------------------------- | ----------------------------------------------------------- | ----------------------------------------------------------- |
| Parti                                                       | Parti                                                       | Candidat                                                    | Votes                                                       | %                                                           |
|                                                             | Républicain                                                 | John C. Fleming (sortant)                                   | 152 683                                                     | 73,0                                                        |
|                                                             | Libertarien                                                 | Randall Lord                                                | 55 236                                                      | 27,0                                                        |
| Total des votes                                             | Total des votes                                             | Total des votes                                             | 207 919                                                     | 100%                                                        |
|                                                             | Les Républicains conservent                                 |                                                             |                                                             |                                                             |

### 2016 (Primaire Jungle)
| Élection de 2016 du 4e district congressionnel de Louisiane | Élection de 2016 du 4e district congressionnel de Louisiane | Élection de 2016 du 4e district congressionnel de Louisiane | Élection de 2016 du 4e district congressionnel de Louisiane | Élection de 2016 du 4e district congressionnel de Louisiane |
| ----------------------------------------------------------- | ----------------------------------------------------------- | ----------------------------------------------------------- | ----------------------------------------------------------- | ----------------------------------------------------------- |
| Parti                                                       | Parti                                                       | Candidat                                                    | Votes                                                       | %                                                           |
|                                                             | Démocrate                                                   | Marshall Jones                                              | 80 593                                                      | 28,0                                                        |
|                                                             | Républicain                                                 | Mike Johnson                                                | 70 580                                                      | 25,0                                                        |
|                                                             | Républicain                                                 | Ralph "Trey" Baucum                                         | 50 412                                                      | 18,0                                                        |
|                                                             | Républicain                                                 | Oliver Jenkins                                              | 44 521                                                      | 16,0                                                        |
|                                                             | Républicain                                                 | Elbert Guillory                                             | 21 017                                                      | 7,0                                                         |
|                                                             | Républicain                                                 | "Rick" John                                                 | 13 220                                                      | 5,0                                                         |
|                                                             | No Party                                                    | Mark David Halverson                                        | 3149                                                        | 1,0                                                         |
|                                                             | No Party                                                    | Kenneth J. Krefft                                           | 2493                                                        | 1,0                                                         |
| Total des votes                                             | Total des votes                                             | Total des votes                                             | 285 985                                                     | 100%                                                        |
|                                                             | Les Républicains conservent                                 |                                                             |                                                             |                                                             |

### 2016 (Second Tour)
| Second Tour de l'Élection de 2016 du 4e district congressionnel de Louisiane | Second Tour de l'Élection de 2016 du 4e district congressionnel de Louisiane | Second Tour de l'Élection de 2016 du 4e district congressionnel de Louisiane | Second Tour de l'Élection de 2016 du 4e district congressionnel de Louisiane | Second Tour de l'Élection de 2016 du 4e district congressionnel de Louisiane |
| ---------------------------------------------------------------------------- | ---------------------------------------------------------------------------- | ---------------------------------------------------------------------------- | ---------------------------------------------------------------------------- | ---------------------------------------------------------------------------- |
| Parti                                                                        | Parti                                                                        | Candidat                                                                     | Votes                                                                        | %                                                                            |
|                                                                              | Républicain                                                                  | Mike Johnson                                                                 | 87 370                                                                       | 65,0                                                                         |
|                                                                              | Démocrate                                                                    | Marshall Jones                                                               | 46 579                                                                       | 35,0                                                                         |
| Total des votes                                                              | Total des votes                                                              | Total des votes                                                              | 138 433                                                                      | 100%                                                                         |
|                                                                              | Les Républicains conservent                                                  |                                                                              |                                                                              |                                                                              |

### 2018
| Élection de 2018 du 4e district congressionnel de Louisiane | Élection de 2018 du 4e district congressionnel de Louisiane | Élection de 2018 du 4e district congressionnel de Louisiane | Élection de 2018 du 4e district congressionnel de Louisiane | Élection de 2018 du 4e district congressionnel de Louisiane |
| ----------------------------------------------------------- | ----------------------------------------------------------- | ----------------------------------------------------------- | ----------------------------------------------------------- | ----------------------------------------------------------- |
| Parti                                                       | Parti                                                       | Candidat                                                    | Votes                                                       | %                                                           |
|                                                             | Républicain                                                 | Mike Johnson (sortant)                                      | 139 326                                                     | 64,2                                                        |
|                                                             | Démocrate                                                   | Ryan Trundle                                                | 72 934                                                      | 33,6                                                        |
|                                                             | Indépendant                                                 | Mark David Halverson                                        | 4612                                                        | 2,1                                                         |
| Total des votes                                             | Total des votes                                             | Total des votes                                             | 216 872                                                     | 100%                                                        |
|                                                             | Les Républicains conservent                                 |                                                             |                                                             |                                                             |

### 2020
| Élection de 2020 du 4e district congressionnel de Louisiane | Élection de 2020 du 4e district congressionnel de Louisiane | Élection de 2020 du 4e district congressionnel de Louisiane | Élection de 2020 du 4e district congressionnel de Louisiane | Élection de 2020 du 4e district congressionnel de Louisiane |
| ----------------------------------------------------------- | ----------------------------------------------------------- | ----------------------------------------------------------- | ----------------------------------------------------------- | ----------------------------------------------------------- |
| Parti                                                       | Parti                                                       | Candidat                                                    | Votes                                                       | %                                                           |
|                                                             | Républicain                                                 | Mike Johnson (sortant)                                      | 185 265                                                     | 60,43                                                       |
|                                                             | Démocrate                                                   | Kenny Houston                                               | 78 157                                                      | 25,49                                                       |
|                                                             | Démocrate                                                   | Ryan Tryndle                                                | 23 813                                                      | 7,77                                                        |
|                                                             | Républicain                                                 | Ben Gibson                                                  | 19 343                                                      | 6,31                                                        |
| Total des votes                                             | Total des votes                                             | Total des votes                                             | 306 578                                                     | 100%                                                        |
|                                                             | Les Républicains conservent                                 |                                                             |                                                             |                                                             |

### 2022
La Primaire a été annulée. Mike Johnson, le Représentant Républicain sortant à remporté l'élection sans apparaître sur le bulletin de vote.

### 2024
| Élection de 2024 du 4e district congressionnel de Louisiane | Élection de 2024 du 4e district congressionnel de Louisiane | Élection de 2024 du 4e district congressionnel de Louisiane | Élection de 2024 du 4e district congressionnel de Louisiane | Élection de 2024 du 4e district congressionnel de Louisiane |
| ----------------------------------------------------------- | ----------------------------------------------------------- | ----------------------------------------------------------- | ----------------------------------------------------------- | ----------------------------------------------------------- |
| Parti                                                       | Parti                                                       | Candidat                                                    | Votes                                                       | %                                                           |
|                                                             | Républicain                                                 | Mike Johnson (sortant)                                      | 262 821                                                     | 85,82                                                       |
|                                                             | Républicain                                                 | Joshua Morott                                               | 43 427                                                      | 14,18                                                       |
| Total des votes                                             | Total des votes                                             | Total des votes                                             | 306 248                                                     | 100 %                                                       |
|                                                             | Les Républicains conservent                                 |                                                             |                                                             |                                                             |